# Kubota
Kubota Corporation (яп. 株式会社クボタ Кабусики-гайся Кубота) — производитель сельскохозяйственной техники, водопроводных труб и др., расположенный в Осаке, Япония. Компания была основана в 1890 году.
Компания выпускает различную продукцию, в числе которой:
- тракторы и сельскохозяйственная техника;
- двигатели;
- тяжёлая механизация;
- строительная техника;
- торговые автоматы;
- трубы;
- трубопроводные краны;
- литые изделия из металла;
- насосы;
- оборудование для очистки воды и сточных вод;
- оборудование для кондиционирования воздуха.